# Rivière des Prairies (rivière au Serpent)
Pour les articles homonymes, voir Rivière des Prairies (homonymie).
La rivière des Prairies est un affluent de la rivière au Serpent, coulant dans le territoire non organisé de Passes-Dangereuses, dans la municipalité régionale de comté (MRC) de Maria-Chapdelaine, dans la région administrative de Saguenay–Lac-Saint-Jean, dans la province de Québec, au Canada.
Le bassin versant de la rivière des Prairies est desservi par la route forestière R0250 qui remonte cette vallée pour rejoindre le lac Grenier et la rivière Brodeuse. Quelques routes secondaires desservent la zone pour les besoins de la foresterie et des activités récréotouristiques,.
La foresterie constitue la principale activité économique du secteur ; les activités récréotouristiques, en second.
La surface de la rivière des Prairies est habituellement gelée de la fin novembre au début avril, toutefois la circulation sécuritaire sur la glace se fait généralement de la mi-décembre à la fin mars.

## Géographie
Les principaux bassins versants voisins de la rivière des Prairies sont :
- côté Nord : lac Greanier, rivière Brodeuse, lac Péribonka, rivière Péribonka ;
- côté Est : rivière Dumau, rivière Péribonka, Petite rivière Shipshaw ;
- côté Sud : rivière au Serpent, lac Tisonnier, lac D'Ailleboust, rivière D'Ailleboust, lac Étienniche, rivière Étienniche ;
- côté Ouest : rivière Ashiniu, rivière Kauashetesh, lac du Serpent, lac du Goéland, rivière au Serpent Sud-Ouest, rivière Lapointe, rivière du Sapin Croche, rivière Mistassibi Nord-Est, rivière Mistassibi[2].

La rivière des Prairies prend sa source à l’embouchure d’un lac non identifié (longueur : 0,4 km ; altitude : 615 m) dans le territoire non organisé de Passes-Dangereuses. Ce plan d’eau est situé au pied Ouest d’une montagne, soit à :
- 8,0 km au Nord-Est de l’embouchure de la rivière au Serpent Sud-Ouest (confluence avec la rivière du Serpent ;
- 30,5 km au Nord-Est du cours de la rivière Mistassibi Nord-Est ;
- 20,8 km au Nord-Ouest de l’embouchure de la rivière des Prairies (confluence avec la rivière au Serpent ;
- 46,4 km au Nord-Ouest de l’embouchure de la rivière au Serpent (confluence avec la rivière Péribonka) ;
- 18,8 km à l’Ouest du barrage de l’embouchure du lac Péribonka (traversé par la rivière Péribonka)[2],[4].

À partir de sa source, la rivière des Prairies coule sur 30,8 km, entièrement en zone forestière, entre la rivière Dumau (côté Nord-Est) et la rivière au Serpent (côté Sud-Ouest), selon les segments suivants :
- 3,0 km vers le Sud-Est, jusqu’à un ruisseau (venant de l’Ouest) ;
- 5,5 km vers le Sud-Est, en coupant la route forestière R0250, jusqu’à un ruisseau (venant du Nord) ;
- 6,0 km vers le Sud-Est formant un crochet vers l’Est, jusqu’à la rive Nord d’un lac non identifié ;
- 4,0 km vers le Sud-Est en traversant un lac non identifié (longueur : 4,3 km ; altitude : 374 m), jusqu’à son embouchure ;
- 12,3 km vers le Sud-Est dans une vallée encaissée en bifurquant vers le Sud-Ouest dans le dernier 1,1 km, jusqu’à son embouchure[2].

La rivière des Prairies se déverse sur la rive Nord de la rivière au Serpent. Cette embouchure est située à :
- 4,3 km au Sud-Ouest du lac Dumau ;
- 25,4 km au Nord-Ouest de l’embouchure de la rivière au Serpent ;
- 32,0 km au Nord-Ouest de l’embouchure de la rivière Manouane ;
- 18,5 km au Sud-Ouest de l’embouchure du lac Péribonka lequel est traversé vers le Sud-Est par la rivière Péribonka ;
- 122,7 km au Nord de l’embouchure de la rivière Péribonka (confluence avec le lac Saint-Jean)[2].

À partir de l’embouchure de la rivière des Prairies, le courant descend le cours de la rivière au Serpent sur 34,3 km vers le Sud-Est, le cours de la rivière Péribonka sur 150,3 km vers le Sud, traverse le lac Saint-Jean sur 29,3 km vers l’Est, puis emprunte sur 155 km le cours de la rivière Saguenay vers l’Est jusqu'à la hauteur de Tadoussac où il conflue avec le fleuve Saint-Laurent.

## Toponymie
Le toponyme de « rivière des Prairies » a été officialisé le 5 décembre 1968 à la Banque des noms de lieux de la Commission de toponymie du Québec.